# (4709) Ennomos
(4709) Ennomos ist ein Asteroid aus der Gruppe der Jupiter-Trojaner. Damit werden Asteroiden bezeichnet, die auf den Lagrange-Punkten auf der Bahn des Jupiter um die Sonne laufen. (4709) Ennomos wurde am 12. Oktober 1988 von der US-amerikanischen Astronomin Carolyn Shoemaker entdeckt. Er ist dem Lagrangepunkt L5 zugeordnet.
Benannt ist der Asteroid nach der mythologischen Figur Ennomos, die mit dem Trojanischen Krieg in Verbindung steht.